# Amarillo Bulls
Amarillo Bulls var ett amerikanskt juniorishockeylag som spelade i North American Hockey League (NAHL) mellan 2010 och 2021, när de flyttade till Mason City i Iowa och blev North Iowa Bulls. Amarillo Bulls hade dock sitt ursprung från Albert Lea Thunder, som spelade i NAHL mellan 2008 och 2010.
Laget spelade sina hemmamatcher i inomhusarenan Amarillo Civic Center, som har en publikkapacitet på 4 912 åskådare vid ishockeyarrangemang, i Amarillo i Texas. Bulls vann en Robertson Cup, som delas ut till det lag som vinner NAHL:s slutspel, för säsongen 2012–2013.
De fostrade spelare som Collin Delia och Hampus Gustafsson.